# TT 1 (Paralympics)
TT 1 (auch generisch Class 1 oder Klasse 1) ist eine Startklasse der paralympischen Sportarten für Sportler im Tischtennis. 
Die Zugehörigkeit von Sportlern zur Startklasse ist wie folgt geregelt:
„Der Spieler hat keine Rumpfkontrolle, keinen funktionellen Griff des Schlägers, die Streckung des Ellbogens und der Hand werden durch eine schwingende Bewegung, die von der Schulter ausgeht, erreicht. Die Koordination der Armbewegungen ist bedeutend anders als die nicht beeinträchtigter Arme. Alle Rumpfbewegungen werden durch das Halten des Rollstuhls oder des Oberschenkels mit der Hand, oder durch das Halten der Stuhlrückseite mit gekrümmtem Ellbogen gesichert.“
Die Klasseneinteilung TT 1 - TT 10 kennzeichnet den für Tischtenniswettbewerbe wettbewerbsrelevanten Grad der funktionellen Körperbehinderung eines Sportlers. Niedrige Klassenziffern zeigen einen höheren Grad der Beeinträchtigung an als hohe Klassenziffern. Sportler mit den Klassenziffern 1–5 starten sitzend (Rollstuhl), Sportler mit den Klassenziffern 6–10 stehend. Sportler mit intellektueller Beeinträchtigung starten in der Klasse TT 11.